# مونیکا برگاملی
مونیکا برگاملی (به انگلیسی: Monica Bergamelli) ژیمناست زادهٔ ۲۴ مهٔ ۱۹۸۴ میلادی اهل کشور ایتالیا است.